# ドガ (小惑星)
ドガ (10504 Doga) は小惑星帯に位置する小惑星である。1987年にリュドミーラ・ジュラヴリョーワがクリミア天体物理天文台で発見した。
モルドバ共和国生まれのロシア映画音楽の巨匠、イェフゲニー・ドガ（ru:Дога, Евгений Дмитриевич）から命名された。